# Hypodermatinae
Sous-famille
Les Hypodermatinae sont une sous-famille d'insectes diptères de la famille des Oestridae. Ils sont membres d’un groupe de mouches non piqueuses, dont le stade larvaire qui parasite les mammifères est connu sous le vocable de varon ou varron. Pour les animaux et l’homme l’infestation par le varron entraîne une maladie appelée hypodermose qui fait partie des myiases. L’hypodermose est une myiase interne : les larves se développent et creusent leur trajet dans les muscles, dans le canal rachidien le long de la moelle épinière, dans la paroi de l’œsophage… Leur présence entraîne un syndrome de Larva migrans.

## Liste des genres
Selon le Catalogue of Life (15 février 2025) :
tribu des Hypodermatini, sous-tribu des Hypodermatina
- Hypoderma Latreille, 1818 (dont Hypoderma bovis, responsable de l'hypodermose bovine)
- Oestroderma Portschinsky, 1887
- Oestromyia Brauer, 1861
- Pallasiomyia Grunin, 1949
- Pavlovskiata Grunin, 1949
- Portschinskia Semenov, 1902
- Przhevalskiana Grunin, 1948
- Strobiloestrus Brauer, 1892

tribu des Ochotonini, sous-tribu des Ochotonina
- Ochotonia Grunin, 1968